# Sericania kleebergi
Sericania kleebergi är en skalbaggsart som beskrevs av Ahrens 2004. Sericania kleebergi ingår i släktet Sericania och familjen Melolonthidae. Inga underarter finns listade i Catalogue of Life.